# Petra Klingler
Petra Klingler (* 14. Februar 1992) ist eine ehemalige Schweizer Sportkletterin. Sie wurde 2016 Weltmeisterin im Bouldern.

## Karriere
Mit zwölf Jahren siegte Petra Klingler zum ersten Mal bei einem Wettkampf in der Disziplin Lead. 2010 wurde sie Schweizer Meisterin in den Disziplinen Boulder und Speed. Aufgrund dieser Erfolge wurde sie zur Zürcher Nachwuchssportlerin des Jahres 2010 gewählt. Am 18. September 2016 wurde Petra Klingler bei der Kletterweltmeisterschaft in Paris die erste Schweizer Weltmeisterin in der Boulderdisziplin. Bei der Europameisterschaft 2017 in München wurde sie im Bouldern Dritte und in der Kombination Zweite. 2019 gewann sie an den World Beach Games in Doha Silber. Bei der Kletterweltmeisterschaft 2019 in Hachioji erreichte sie in der Disziplin Kombination den achten Platz und qualifizierte sich damit für die Olympischen Spiele 2020, welche jedoch wegen der COVID-19-Pandemie auf 2021 verschoben wurden. Im November 2020 stellte Klingler bei der Sportkletter-EM mit 8,598 Sekunden einen neuen Schweizer Rekord im Speedklettern auf, konnte aber aufgrund einer Schulterverletzung an keiner weiteren Disziplin teilnehmen. Bei den Olympischen Spielen in Tokio erreichte sie in der Qualifikation den 16. Platz und verpasste so die Qualifikation für das Finale. Dabei hatte der Wettkampf gut begonnen: In der Disziplin Speed verbesserte sie mit 8,42 s ihren eigenen Schweizer Rekord um mehr als eine Zehntelsekunde. Bei der Europameisterschaft 2022 erreichte sie in der Qualifikation den 5. Rang, konnte sich als 13. im Halbfinale jedoch nicht für das Finale der besten Sechs qualifizieren. Nach einer längeren Verletzungspause nahm Klingler an der Heim-WM in Bern wieder am Boulder-Wettbewerb teil. Sie erreichte das Halbfinale und beendete das Turnier auf dem 13. Platz. Bereits 2023 hatte Klingler bekanntgegeben, nach den Olympischen Spielen 2024 zurücktreten zu wollen. Sie konnte sich schliesslich jedoch nicht für diese Veranstaltung qualifizieren.
Klingler nimmt auch im Eisklettern an Wettkämpfen teil. 2022 wurde sie in Saas-Fee die erste Weltmeisterin in dieser Disziplin, nachdem sie zuvor während drei Jahren an keinen Eiskletter-Wettkämpfen teilgenommen hatte. 2023 gewann sie den Gesamtweltcup im Eisklettern in der Disziplin Lead.

## Privates
Klingler besuchte das Kunst- und Sportgymnasium Rämibühl und studierte anschliessend an der Universität Bern Sportwissenschaften und Psychologie. Sie ist die Urenkelin des Handpuppenspielers Adalbert Klingler.